# Edward Whittemore
Edward Whittemore (ur. 26 maja 1933 w Manchester, zm. 3 sierpnia 1995 w Nowym Jorku) – amerykański pisarz i dziennikarz.
Podjął studia na Uniwersytecie Yale. Po ich ukończeniu wstąpił do Marines; służbę wojskową odbywał w Japonii. Został wówczas zwerbowany przez Centralną Agencję Wywiadowczą. Działał pod przykryciem: w latach 1958–1967 pracował jako dziennikarz The Japan Times, angielskojęzycznego czasopisma ukazującego się w Japonii. Między 1982 a 1987 mieszkał w Jerozolimie.
Jest autorem pięciu powieści. Debiutował w 1974 Szanghajskim cyrkiem Quina, rozgrywającym się głównie w Szanghaju i Japonii. Akcja powieści toczy się na przestrzeni XX wieku, jednak w jej centrum znajdują się wydarzenia z lat 30. Pozostałe napisane przez niego utwory składają się na cykl The Jerusalem Quartet.

## Twórczość
- Szanghajski cyrk Quina (Quin's Shanghai Circus 1974)

### The Jerusalem Quartet
- Sinai Tapestry (1977)
- Jerusalem Poker (1978)
- Nile Shadows (1983)
- Jericho Mosaic (1987)